# Ипмагамбетов, Нургали Ипмагамбетович
Нургали Ипмагамбетович Ипмагамбетов  (1883 — 13 августа 1922) — военный врач, член партии Алаш, депутат Всероссийского Учредительного собрания.

## Биография
Родился в семье скотовода среднего достатка  в ауле Булакты-сай Караабинской волости Уральского уезда Уральской области. По данным, сообщенным при выдвижении в Всероссийское Учредительное собрание, по национальности каракалпак. В 1896 году окончил четырехклассную русско-казахскую школу в Караобе. Тогда же поступил в Уральское реальное военное училище, которое окончил с золотой медалью в 1904 году.
С 1904 по 1911 год учился в Императорской Военно-медицинской академии в Петербурге.  В 1907 году в Санкт-Петербурге познакомился депутатом II Государственной Думы от Уральской области Бахытжаном Каратаевым. Вместе со студентами  Халелом и Жаханшой Досмухамедовыми Ипмагамбетов обратился к нему с просьбой провести втречу с казахскими студентами, учащимися в столице. 
В 1911-1913 годах служил врачом в Термезе, старшим врачом 113-го полка Туркестанской стрелковой дивизии. В это время ему присвоено звание  подполковник медицинской службы.
К 1914 году был Младшим врачом в 8-м Туркестанском стрелковом полку в Скобелеве Ферганской области.
После начала Первой мировой войны отправлен на Кавказский фронт. В 1916 году он был назначен главным хирургом русской армии на фронте. Осенью 1916 года присвоено звание «полковник медицинской службы». Ипмагамбетов, будучи фронтовым врачом, выдавал своим землякам, казахам, справки, позволявшие получить увольнительную по «нездоровью». В 1917 году он был арестован, приговорён к ссылке в Сибирь за увольнение здорового военнослужащего из армии по причине негодности к строевой службе. После февральской революции амнистирован и вернулся на родину.
Член Алаш-Орды, областной комиссар здравоохранения, депутат Уральского областного Совета.
В июле 1917 года он принял участие во втором Уральском областном казахском съезде, проходившем в Уиле, в качестве делегата от Караобы. На том же съезде он был принят в члены Уральского окружного земельного управления. На первом Всеказахском съезде, состоявшемся в июле 1917 года, он был выдвинут кандидатом в депутаты Всероссийского Учредительного собрания от Уральской области. 
В конце 1917 года был избран депутатом Учредительного собрания от Уральского избирательного округа по списку № 1 (Уральский областной киргизский комитет).
26 ноября по 10 декабря 1917 года в Петрограде делегат II Всероссийского съезда крестьянских депутатов, избран членом исполкома.
5-13 декабря 1917 года, как делегат от Уральской области, Ипмагамбетов участвовал в работе II-го Общекиргизского (Всеказахского) съезда в Оренбурге. Там он вместе с группой из ещё 32 делегатов проголосовал за немедленное провозглашение автономии Алаша. Победила более взвешенная точка зрения Алихана Букейханова (42 голоса) об объявлении автономии после выяснения отношения некиргизского населения степных областей к Киргиз-Казакской автономии и по создании народной милиции.
18 февраля 1918 года участвовал в работе III Уральского областного съезда казахов, который прошёл в Джамбейтинском уезде в посёлке Каратобе. События, развернувшиеся на этом съезде, в беллетристической форме описаны  Сакеном Сейфуллиным в романе "Тернистый путь". На этом съезде обсуждался вопрос о создании казахских воинских частей. Сообщество активистов западной ветви Алаш-орды раскололось по вопросу о сборе средств на содержание войсковых частей. Халел и Жаханша Досмухамедовы были за плоскую шкалу налога, другие, включая  Ипмагамбетова, за дифференцированный налог — с богатых больше, чем с бедных. Сторонники дифференцированного налога вышли из партии Алаш и создали новую партию "Ак жол". По решению "Ак жола" Ипмагамбетов вместе с Каратлеуовым и Кенжиным были направлены в Темирский уезд, где они объединившись с русскими переселенцами, взяли под контроль местные органы власти и не признали Западную Алаш-орду Досмухамедовых. После съезда он вернулся в город Урал, где принял участие в учредительном съезде солдатских, рабочих, крестьянских и казахских депутатов Уральского региона.
24 августа 1918 года вступил в Комитет членов Учредительного собрания.
23 сентября 1918 года вместе с другими депутатами Учредительного собрания подписал  "Акт об образовании Всероссийской верховной власти" (Уфимской директории).
В 1919 году подал заявление вступлении в РКП(б). В декабре 1919 был назначен заместителем руководителя департамента здравоохранения Уральского региона.
24 июня 1920 года Казоблбюро и КРВК постановили о включении  в состав Уральского губревкома в числе других и Ипмагамбетова (председателем назначен П. И. Струппе, товарищами председателя Чеботарёв, Касабулатов).
Он умер в 1922 году

### Рекомендуемые источники
- Сүлейменова Д. Алаш қайраткерi Нұрғали Ипмағамбетов
- Кульбаев Т., Айтиева Р. А. Айтиев – жизнь полная мужества и трагедии. - Алматы: «Арыс», 2006. - 400 с. C. 27.

## Комментарии
1. ↑  Обращает внимание совпадение дат II Всероссийского съезда крестьянских депутатов в Петрограде — 26.11—10.12.1917 и II Общекиргизского съезда в Оренбурге — 5.12—13.12.1917. Возможно, на съезде Крестьянских депутатов в Петрограде участвовал однофамилец, и это ошибка сайта Хронос.
2. ↑  В буквальном переводе "Ак жол" означает "белая дорога"; здесь использовалось в значении "честный путь". В неё помимо Ипмагамбетова вошли Губайдулла Алибеков, Каратлеуов, Хангереев, Жолдыбаев, Касабулатов[каз.], Кенжин, Мурзагалиев, Алиаскар Алибеков[10]
3. ↑  На сайте "Хронос" указано, Н. И.  Ипмагамбетов "был членом Казахревкома"[3]. На сайте "ЦентрАзия" эти сведения опровергаются "И[пмагамбетов] не был ни членом, ни сотрудником КРВК, что видно из Протоколов указанного органа власти"[14].
4. ↑  Сакен Сейфуллин в воспоминаниях "Тернистый путь" сначала пишет об участии Ипмагамбетова в организации "Ак жол", а затем без указания инициала сообщает, что Ипмагамбетов был арестован казаками в 1918 году и был убит во время неудачного побега одновременно (или даже раньше) с председателем Совета крестьянских и иногородних депутатов Д. Б. Колостовым, то есть в 1918 году[10]. Таким образом, в книге смешаны два исторических персонажа-однофамильца, и во втором случае речь идёт о Мендигерее Ипмагамбетове, герое установления советской власти в Казахстане, убитом в 1919 году. Сайт "ЦентрАзия" выдвинул предположения, что два Ипмагамбетова приходятся друг другу братьями[14]. Подтверждений этому пока нет, отчество Мендигерея Ипмагамбетова не указывается.